# Antoni Capdevila i Gili
Antoni Capdevila i Gili (Tàrrega, l'Urgell, 13 de maig de 1722 - Toledo, c. 1772) va ser un metge, botànic, matemàtic, escriptor, professor, historiador de la cultura i erudit català.
Després de formar-se en Gramàtica i Filosofia, l'any 1744, es matricula a la Facultat de Dret de la Universitat de Salamanca, estudis que abandona l'any següent, per tal de matricular-se en Medicina a la Universitat de València, on tindrà com a mestre al professor Marià Seguer, catedràtic molt relacionat amb els científics de l'època espanyols i d'altres països. El 1749 segueix un curs de Medicina Teòrico-Pràctica a Barcelona amb de C. Vicens Rosell, metge de l'Hospital de la Santa Creu i, l'any següent, un altre amb S. Pagès, facultatiu del Reial Hospital de Girona. El 1751, torna a València per acabar la carrera, i alhora segueix uns cursos de Matemàtiques, disciplina per la qual sempre estigué interessat, arribant a exercir de professor d'aquesta matèria a València a partir del 1747.
Llicenciat en Medicina el 1752, oposita a diverses càtedres sense èxit, malgrat que la seva tesi d'opositor Physiologiae, Pathologiae, ac fibriologiae quaedam momenta, publicada el 1763, conté una important síntesi de coneixements mèdics. La tesi es basa principalment en l'obra d'Albrecht von Haller (1708-1777), considerat el pare de la Fisiologia moderna, que es converteix en l'autor que més influeix en el seu pensament científic, i amb qui establirà un intercanvi de llibres i novetats editorials, En no accedir a la càtedra de València, abandona la ciutat el 1756 per iniciar un pelegrinatge exercint com a metge, per diverses poblacions d'Andalusia, com Benamejí, Lucena, Estepa, Antequera, Granada i Còrdova, des d'on tornarà a València. Després, es desplaça a Madrid per opositar a una càtedra de Medicina i, altre cop sense èxit, torna a desplaçar-se, ara, a la Manxa, on fins al 1769, s'estableix a Tobarra, a la província d'Albacete, exercint de metge alhora que fa un estudi de les aigües medicinals de la població. Després, continua exercint als pobles manxecs d'El Bonillo, Chinchilla, Lillo i La Roda.
Infatigable escriptor tot i que només pot imprimir algun dels seus llibres per raons econòmiques i sovint per censura, deixa inèdits nombrosos treballs. Una d'aquestes obres, és el primer text conegut que defensa la variolització a Espanya: Dissertación De la Inoculación, y de la Inoculada la señora María Pérez Pastor Rodríguez de Vera, obra on relata les pràctiques d'inoculació que realitza el 1756. Capdevila envia el text a Von Haller quan no obté l'autorització per imprimir-lo a Espanya en considerar-lo heretge. Anys després, historiadors del segle xix el reconeixen com el metge de Tobarra que inocula la vacuna de la verola a un nen per primer cop a la península.
Els interessos científics de Capdevila són molt variats, ocupant-se tant de temes mèdics com matemàtics, de Botànica i Agricultura, Arqueologia, Geografia, Epigrafia i, també, de Numismàtica. Manté una continuada i intensa correspondència amb destacats cientifics i erudits, com el seu mestre von Haller, però, també amb Gregori Mayans (1699-1781), erudit valencià, màxim exponent de la Il·lustració espanyola a qui, entre altres temes, en les seves cartes des de Còrdova del 1759 al 1761, li descriu les troballes arqueològiques, monedes i inscripcions romanes que està inventariant. També manté contacte amb el Bisbe de València Andrés Mayoral Alonso de Mella, el jurista Josep Finestres i el naturalista Martí Sarmiento. Marginat de les institucions acadèmiques espanyoles, en canvi, fou membre de l'Acadèmia Reial d'Estocolm i l'Academia Caesarea Naturae Curiosorum de Berlín i de la Reial Societat de Ciències de Göttingen. A més, manté correspondència amb Linné, de qui tradueix al castellà la Philosofia botanica i Species plantarum, i amb Von Haller a qui facilita la informació dels botànics catalans i hispans que figuren a la seva bibliografia botànica. La principal contribució d'Antoni Capdevila és la de proporcionar les novetats bibliogràfiques espanyoles als savis estrangers, influint decisivament en la difusió internacional de la producció mèdica i científica hispana. La darrera notícia que es té de Capdevila és del 25 del desembre del 1778, data de la darrera carta que escriu a Gregori Mayans.